# الحدة (تعز)
الحده هي إحدى قرى الجمهورية اليمنية. وهي تتبع جغرافيًا لمحافظة تعز. وإداريًا لمديرية شرعب الرونة. يبلغ تعداد سكانها 2627 نسمة حسب الإحصاء الذي جرى عام 2004.